# Gobierno de Akilisi Pōhiva
El gobierno de Akilisi Pōhiva es el período comprendido entre el 30 de diciembre de 2014 fecha de asunción como primer ministro del Reino de Tonga y el 12 de septiembre de 2019, fecha en la que falleció y asumió su sucesor, Semisi Sika.
Se lanzó como candidato para las elecciones generales de 2014, celebradas el 27 de noviembre de ese año, por el distrito electoral de Tongatapu 2, resultando parlamentario electo.

## Elección
Las elecciones generales del 25 de noviembre de 2014 son solo las segundas en virtud de la reforma de 2010, de la cual surgió un parlamento elegido por el pueblo. Como resultado de las reformas constitucionales iniciadas por el rey Jorge Tupou V, el país se convirtió en una monarquía parlamentaria, donde el monarca delega su poder ejecutivo en un primer ministro elegido por la Asamblea.
Akilisi Pōhiva había sido, desde la década de 1980, la figura principal del movimiento por la democracia. Miembro del parlamento desde 1987, busca el puesto de primer ministro después de las elecciones de 2010, pero la nobleza tongana sigue siendo una fuerza política significativa y es un noble, Lord Tu'ivakano, quien toma la jefatura del gobierno. En las elecciones de 2014, el Partido Democrático de las Islas Amigas, liderado por Pōhiva, obtiene diez de los diecisiete escaños asignados a los plebeyos en la Asamblea, los representantes nobles tienen nueve escaños. Siendo votado por quince parlamentarios de veintiséis, Pōhiva es elegido primer ministro el 29 de diciembre y el rey Tupou VI lo designa formalmente para este puesto al día siguiente. Se convirtió en el primer plebeyo en ser elegido Primer Ministro por un parlamento electo en la historia del país. También es la primera vez que el Partido Democrático, apoyado por una amplia parte de la población, puede formar un gobierno.

## Formación del gobierno
Comprometiéndose a trabajar de acuerdo con el rey, Pohiva nombra a su gobierno el 30 de diciembre. Le otorgó una cartera a cada uno de los cinco plebeyos que lo apoyan, y otras seis carteras regresan a los miembros de su partido. Así, este gobierno cuenta con el apoyo de quince de los diecisiete representantes populares, ya que solo Samiu Vaipulu y Vili Hingano se ubican como la oposición, junto con representantes de la nobleza. Sin embargo, solo Lord Ma'afu, un representante nobles es asignado para el Ministerio de Tierras, ya que la ley obliga al Jefe de Gobierno nombrar a un miembro de la nobleza para esa cartera.

### Gabinete (2014-2018)
| Cartera                                                                                                | Titular              |
| --- | -------------------- |
| Primer MinistroMinisterio de Asuntos Exteriores                                                        | Akilisi Pōhiva       |
| Viceprimer Ministro Ministerio de Medio Ambiente Ministerio de Comunicaciones                          | Siaosi Sovaleni      |
| Ministerio de Tierras y Recursos Naturales Ministerio de Defensa de las Fuerzas Armadas de Su Majestad | Ma'afu Tukuiʻaulahi  |
| Ministerio de Agricultura, Bosques y Alimentos                                                         | Sēmisi Fakahau       |
| Ministerio de Justicia                                                                                 | Sione Vuna Fa'otusia |
| Ministerio de Finanzas y Planificación Nacional                                                        | ʻAisake Eke          |
| Ministerio de Salud                                                                                    | Saia Piukala         |
| Ministerio de Policía Ministerio de Turismo Ministerio de Comercio y Trabajo                           | Pōhiva Tu'i'onetoa   |
| Ministro de Infraestructura y Obras Públicas                                                           | ‘Etuate Lavulavu     |
| Ministerio del Interior Ministerio de la Mujer Ministerio de Cultura, Educación y Deporte              | Fe‘ao Vakata         |

### Gabinete (2018-2019)
| Cartera                                                                                                | Titular              |
| --- | -------------------- |
| Primer Ministro Ministerio de Asuntos Exteriores                                                       | Akilisi Pōhiva       |
| Vice primer ministro Ministerio de Turismo y Fomento                                                   | Semisi Sika          |
| Ministerio de Tierras y Recursos Naturales Ministerio de Defensa de las Fuerzas Armadas de Su Majestad | Ma'afu Tukuiʻaulahi  |
| Ministerio de Agricultura, Bosques y Alimentos                                                         | Sēmisi Fakahau       |
| Ministerio de Justicia y Prisiones                                                                     | Sione Vuna Fa'otusia |
| Ministerio de Finanzas y Planificación Nacional                                                        | Pōhiva Tu'i'onetoa   |
| Ministerio de Policía, Bomberos y Aduanas                                                              | Māteni Tapueluelu    |
| Ministerio de Salud y Empresas Públicas                                                                | Saia Piukala         |
| Ministerio de Educación                                                                                | Penisimani Fifita    |
| Ministerio de Energía, Medio Ambiente, Información y Cambio Climático                                  | Poasi Mataele Tei    |
| Ministerio de Comercio y Trabajo                                                                       | Tevita Tu’i Uata     |
| Ministerio de Asuntos Internos                                                                         | Losaline Ma'asi      |
| Fuenteː                                                                                                |                      |

## Política
Una de las primeras medidas del Gobierno fue el deseo de adoptar y ratificar la Convención sobre la eliminación de todas las formas de discriminación contra la mujer, esta resultó ser muy controvertida y generó rechazo. El 19 de mayo, miles de mujeres, lideradas por la Liga de Mujeres Católicas de Tonga, se manifestaron en contra de la Convención, ya que creían que permitiría la legalización del aborto y el matrimonio entre personas del mismo sexo (para mujeres). Se argumentó que la convención sobre igualdad de género pueda obligar al rey Tupou VI a abdicar en favor de su hermana mayor, la princesa Salote. Por parte del gobierno, el parlamentario Mateni Tapueluelu, editor en jefe del periódico del partido, Kele'a, se opuso a la adopción de la Convención, en nombre de la "moral cristiana". El 1 de julio, el monarca y su Consejo Privado prohibieron la firma de la Convención por parte del gobierno, argumentando que podría ser inconstitucional.

## Disolución
El 25 de agosto de 2017, el primer ministro Pohiva fue despedido repentinamente por el rey Tupou VI, quien disolvió la legislatura y ordenó elecciones anticipadas a mediados de noviembre a más tardar.
El 25 de agosto de 2017, el rey disolvió la Asamblea y destituyó Pōhiva, ordenando elecciones anticipadas para el mes de noviembre. Pohiva fue acusado de "nepotismo, incompetencia y mala gestión de las finanzas" por la oposición durante sus dos años y medio. En las elecciones de noviembre el Partido Democrático gana por primera vez la mayoría absoluta de los escaños en la Asamblea Legislativa y Akilisi Pohiva es responsable de formar un nuevo gobierno. 